# إيلين غودمان
إيلين غودمان (بالإنجليزية: Ellen Goodman)‏ هي صحفية أمريكية، ولدت في 11 أبريل 1941 في نيوتن في الولايات المتحدة.

## وصلات خارجية
- الموقع الرسمي
- إيلين غودمان على موقع إن إن دي بي (الإنجليزية)